# قسم مارغون الريفي (مقاطعة بوير احمد)
قسم مارغون الريفي (بالفارسية: دهستان مارگون) هي منطقة ريفية تقع في إيران في ناحية مارغون. يقدر عدد سكانها بـ 9,440 نسمة .